# Oak Creek (Colorado)
Oak Creek és una població dels Estats Units a l'estat de Colorado. Segons el cens del 2000 tenia 849 habitants.

## Demografia
Segons el cens del 2000, Oak Creek tenia 849 habitants, 366 habitatges, i 217 famílies. La densitat de població era de 1.130,3 habitants per km².
Dels 366 habitatges en un 31,4% hi vivien nens de menys de 18 anys, en un 43,7% hi vivien parelles casades, en un 8,5% dones solteres, i en un 40,7% no eren unitats familiars. En el 32% dels habitatges hi vivien persones soles el 7,9% de les quals corresponia a persones de 65 anys o més que vivien soles. El nombre mitjà de persones vivint en cada habitatge era de 2,32 i el nombre mitjà de persones que vivien en cada família era de 2,9.
Per edats la població es repartia de la següent manera: un 25,9% tenia menys de 18 anys, un 8,4% entre 18 i 24, un 33,3% entre 25 i 44, un 24,6% de 45 a 60 i un 7,8% 65 anys o més.
L'edat mediana era de 35 anys. Per cada 100 dones de 18 o més anys hi havia 113,2 homes.
La renda mediana per habitatge era de 36.500 $ i la renda mediana per família de 42.981 $. Els homes tenien una renda mediana de 30.667 $ mentre que les dones 21.116 $. La renda per capita de la població era de 16.388 $. Entorn del 6,2% de les famílies i el 10,5% de la població estaven per davall del llindar de pobresa.

## Poblacions més properes
El següent diagrama mostra les poblacions més properes.